# Design computazionale
Per Design Computazionale (Computational Design), a volte chiamato anche Design Algoritmico, si intende un particolare metodo di progettazione CAD le cui geometrie, 3D, ma non solo, sono generate a partire da algoritmi. È un'estremizzazione del concetto di design parametrico, in cui le geometrie vengono definite sulla base di valori parametrici, in cui alla variazione di un parametro consegue la variazione della geometria.
È un metodo applicabile a molti settori, quali Ingegneria, impiegando metodi di analisi FEM, per generare geometrie con il metodo dell'ottimizzazione topologica, per il design di prodotto e soprattutto nell'architettura, per il design di edifici e facciate.
Le forme generate con questo tipo di progettazione sono spesso di natura organica che seguono modelli di biomimetica, infatti molto spesso le forme naturali rispecchiano formule matematiche ben definite, esempio i frattali.
Viene spesso abbinata a metodi di fabbricazione digitale quali fresatura CNC, taglio laser e Plasma, stampa 3D, in cui viene trasferito in maniera automatica il modello matematico dell'oggetto che si vuole costruire, permettendo la realizzazione di geometrie molto complesse, automatizzando i processi e trasferendo le informazioni direttamente dalla macchina di progettazione alla macchina di fabbricazione, senza l'intervento umano.

## Strumenti
Esempio di definizione di Grasshopper

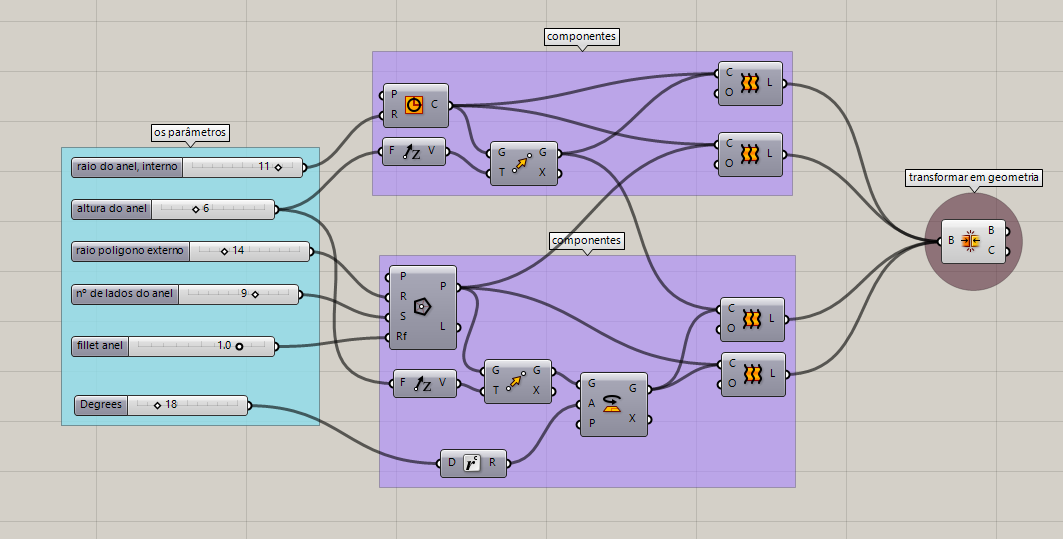
Esempio di definizione di grasshopper

Tra gli strumenti più conosciuti ed utilizzati, il plugin di Rhinoceros Grasshopper, che utilizza un sistema di programmazione a blocchi, chiamati nodi, a cui è associata una specifica funzione matematica e possono presentare degli input e degli output, collegando tra loro i nodi in modo sequenziale è possibile generare degli algoritmi complessi che andranno a definire una geometria. Il risultato degli output precedenti influenza l'input dei blocchi successivi.
Dynamo, software opensource che permette di generare geometrie con un sistema a blocchi simile a grasshopper, integrato nativamente con il software BIM Autodesk Revit.

## Esempi
Sono numerosi gli esempi di progetti realizzati a partire da modelli realizzati tramite design computazionale.
Tra i principali esponenti di questo approccio ci sono diversi architetti tra cui Zaha Hadid, Frank Gehry, Daniel Libeskind, Santiago Calatrava.
Tra le opere più famose abbiamo:
- Stadio nazionale di Pechino
- Walt Disney Concert Hall di Los Angeles
- Centro culturale Heydər Əliyev di Baku
- Stazione di Reggio Emilia AV Mediopadana